# Ministři (seriál)
Ministři (ve slovenském originále Ministri) jsou slovenský sitcom stanice TV JOJ, který vychází z prostředí „fiktivní slovenské politické scény“. Seriál měl premiéru 4. září 2018. V Česku měl premiéru 2. ledna 2019 na JOJ Family.

## Obsazení

### Hlavní role
- Tomáš Maštalír jako Milan; premiér SR[1][3][4][5]
- Milo Kráľ jako Ondrej Ondrej; mluvčí a pravá ruka premiéra SR[4][6][7]
- Helena Krajčiová jako Monika; ministryně spravedlnosti SR[4][8]
- Jana Oľhová jako Margita "Gitka"; ministryně sociálních věcí a rodiny SR a kmotra premiéra[4][6][9][10]
- Lukáš Latinák jjako Alexander; ministr školství SR[1][3][4][11]
- Jozef Vajda jako Krpec; ministr zdravotnictví SR[1][3][4][12]
- Marián Miezga jako Tuzex; ministr vnitra SR[1][3][4][13]
- Richard Stanke jako Richard "Rišo"; ministr obrany SR[1][3][4][14]
- Michal Režný jako Daniel Faser; ministr životního prostředí SR[4][15]

### Vedlejší role
- Iveta Pagáčová jako Luptáková, novinářka
- Emil Horváth ml. jako biskup[6]
- Natália Germániová jako státní radní
- Jevgenij Libezňuk jako prezident SR[9]
- Mária Breinerová jako kuchařka
- Gregor Hološka jako Magián Kotleba

## Seznam dílů

### První řada (2018)
| Č. v seriálu | Č. v řadě | Původní název | Český název  | Režie         | Scénář                                                    | Premiéra v SR      | Premiéra v ČR |
| ------------ | --------- | ------------- | ------------ | ------------- | --------------------------------------------------------- | ------------------ | ------------- |
| 1            | 1         | Nový minister | Nový ministr | Eduard Kudláč | Jozef Koleják, Ján Luterán, Danica Hričová a Michal Baláž | 4. září 2018       | 2. ledna 2019 |
| 2            | 2         | Národná púť   | Národní pouť | Eduard Kudláč | Jozef Koleják, Ján Luterán a Danica Hričová               | 11. září 2018      | 2019          |
| 3            | 3         | Tender        | Tender       | Eduard Kudláč | Jozef Koleják, Ján Luterán, Danica Hričová a Michal Baláž | 18. září 2018      | 9. ledna 2019 |
| 4            | 4         | Stávka        | Stávka       | Eduard Kudláč | Jozef Koleják, Ján Luterán a Danica Hričová               | 20. září 2018      | 2019          |
| 5            | 5         | Troška lásky  | Trocha lásky | Eduard Kudláč | Jozef Koleják, Ján Luterán a Danica Hričová               | 27. září 2018      | 2019          |
| 6            | 6         | Interview     | Interview    | Eduard Kudláč | Jozef Koleják, Ján Luterán a Danica Hričová               | 4. října 2018      | 2019          |
| 7            | 7         | Youtuberi     | Youtubeři    | Eduard Kudláč | Jozef Koleják, Ján Luterán a Danica Hričová               | 11. října 2018     | 2019          |
| 8            | 8         | Náhradník     | Náhradník    | Eduard Kudláč | Jozef Koleják, Ján Luterán a Danica Hričová               | 18. října 2018     | 2019          |
| 9            | 9         | Návšteva      | Návštěva     | Eduard Kudláč | Jozef Koleják, Ján Luterán, Danica Hričová a Michal Baláž | 25. října 2018     | 2019          |
| 10           | 10        | Ploštica      | Ploštice     | Eduard Kudláč | Jozef Koleják, Ján Luterán a Danica Hričová               | 8. listopadu 2018  | 2019          |
| 11           | 11        | Extrémisti    | Extremisté   | Eduard Kudláč | Jozef Koleják, Ján Luterán a Danica Hričová               | 15. listopadu 2018 | 2019          |
| 12           | 12        | Vyznamenanie  | Vyznamenání  | Eduard Kudláč | Jozef Koleják, Ján Luterán a Danica Hričová               | 22. listopadu 2018 | 2019          |

### Druhá řada (2019)
| Č. v seriálu | Č. v řadě | Původní název   | Český název   | Režie         | Scénář                                      | Premiéra v SR  | Premiéra v ČR |
| ------------ | --------- | --------------- | ------------- | ------------- | ------------------------------------------- | -------------- | ------------- |
| 13           | 1         | Kačica          | bude oznámeno | Eduard Kudláč | Jozef Koleják, Ján Luterán a Danica Hričová | 4. září 2019   | bude oznámeno |
| 14           | 2         | Susedia         | bude oznámeno | Eduard Kudláč | Jozef Koleják, Ján Luterán a Danica Hričová | 11. září 2019  | bude oznámeno |
| 15           | 3         | Appka           | bude oznámeno | Eduard Kudláč | Jozef Koleják, Ján Luterán a Danica Hričová | 18. září 2019  | bude oznámeno |
| 16           | 4         | Abdikácia       | bude oznámeno | Eduard Kudláč | Jozef Koleják, Ján Luterán a Danica Hričová | 25. září 2019  | bude oznámeno |
| 17           | 5         | Soros           | bude oznámeno | Eduard Kudláč | Jozef Koleják, Ján Luterán a Danica Hričová | 1. října 2019  | bude oznámeno |
| 18           | 6         | Väzenie         | bude oznámeno | Eduard Kudláč | Jozef Koleják, Ján Luterán a Danica Hričová | 8. října 2019  | bude oznámeno |
| 19           | 7         | Migranti        | bude oznámeno | Eduard Kudláč | Jozef Koleják, Ján Luterán a Danica Hričová | 15. října 2019 | bude oznámeno |
| 20           | 8         | Školská reforma | bude oznámeno | Eduard Kudláč | Jozef Koleják, Ján Luterán a Danica Hričová | 22. října 2019 | bude oznámeno |
| 21           | 9         | Oligarcha       | bude oznámeno | Eduard Kudláč | Jozef Koleják, Ján Luterán a Danica Hričová | 29. října 2019 | bude oznámeno |